# Carl Lidbom
Carl Gunnar Lidbom, född 2 mars 1926 i Stockholm, död 26 juli 2004 i Nykvarn, Stockholms län, var en svensk jurist, statsråd (socialdemokrat) och ambassadör. Han var son till kammarrättsrådet Gunnar Lidbom och Sally Lidbom (född Lutteman) och gifte sig 1950 med Lena Hesselgren.

## Biografi
Lidbom växte upp i en borgerlig miljö. Han var fiskal i Svea hovrätt, och handplockades av Tage Erlander (s) och Olof Palme (s) redan i slutet av 1950-talet som sakkunnig i Inrikesdepartementet. Han var konsultativt statsråd, så kallad juristkonsult (efter den nya författningen 1974 statsråd i Statsrådsberedningen) i Olof Palmes regering 1969–1975, handelsminister 1975–1976, ledamot av riksdagen 1974–1982, delegat i Europarådet, där han bland annat engagerade sig som motståndare till dödsstraffet, samt ambassadör i Paris under president François Mitterrands tid 1982–1992.
Han var privat intresserad av god mat och dryck, och behärskade konsten att sabrera en flaska champagne, vilket ibland demonstrerades på ambassadens bjudningar i Paris. Han levde som pensionär omväxlande i Paris och i Nykvarn. Han drabbades mot slutet av sin levnad av svår stroke. Makarna Lidbom är begravda i Kungsbrolunden på Turinge kyrkogård.

## Ebbe Carlsson-affären
Den 5 november 1987 tillsatte regeringen en utredning av SÄPO:s roll i bland annat Stig Berglings rymning och Palmemordet. Lidbom blev utredningens ordförande. I mars 1988 fick Lidbom höra av Ebbe Carlsson dennes teorier om mordet (PKK och vapenhandlare) och informerade statsministern och justitieministern under våren. Däremot informerades inte de övriga ledamöterna i utredningen eftersom statsministern först ville informera riksdagens partiledare. När Ebbe Carlsson-affären bröt ut krävde både Carl Bildt och Bengt Westerberg att Lidbom skulle avgå ur utredningen. Efter valet 1988 bestämde regeringen istället att entlediga kommittén och lät Lidbom fortsätta som ensamutredare. Den 10 april 1989 överlämnade Lidbom sin rapport SÄPO – Säkerhetspolisens arbetsmetoder.
I mars 1989 var Lidbom kallad till konstitutionsutskottets utfrågning med anledning av Ebbe Carlsson-affären. Lidbom hade inte fört någon almanacka, kastat sina minnesanteckningar och hade svårt att svara på vilka han träffat och när. När utskottets vice ordförande Anders Björck framförde ett påstående om Lidboms agerande i ärendet, agerandet bestod i om huruvida han talade med sin fru om hemliga angelägenheter, då vägrade Lidbom att svara och kallade upprepade gånger Björcks frågor för "trams". Härvid blev Björck mycket upprörd och framhöll att Lidbom borde "veta hut", detta med tanke på var man befann sig. Han fortsatte därefter, trots ordförandens invändning, sin utfrågning.

## Författarskap
- Reformist (1982)
- Ett uppdrag (1990)